# Dremuela hieroglyphica
Dremuela hieroglyphica är en insektsart som beskrevs av Evans 1966. Dremuela hieroglyphica ingår i släktet Dremuela och familjen dvärgstritar. Inga underarter finns listade i Catalogue of Life.